# Hôtel des trésoriers de Saint-Martin (Tours)
L'hôtel des trésoriers de Saint-Martin est un hôtel particulier situé à Tours, aux 54-56 place du Grand-Marché. Le monument fait l’objet d’un classement au titre des monuments historiques depuis 1916.

## Historique
Le logis seigneurial est construit sans doute au XVe siècle, accolé à l'enceinte de Châteauneuf. 
L'hôtel de la Trésorerie de Saint-Martin est le symbole de l'autorité temporelle des chanoines, le droit de haute justice étant alors attaché à la charge de trésorier.
L'ancienne chapelle de l'hôtel a aujourd'hui disparu.